# Chambaron sur Morge
Chambaron sur Morge is een gemeente in het Franse departement Puy-de-Dôme (regio Auvergne-Rhône-Alpes). De plaats maakt deel uit van het arrondissement Riom. Chambaron sur Morge is op 1 januari 2016 ontstaan door de fusie van de gemeenten Cellule en La Moutade. De gemeente telde 1.779 inwoners op 1 januari 2022.

## Geografie
De oppervlakte van Chambaron sur Morge bedroeg op 1 januari 2022 14,05 vierkante kilometer; de bevolkingsdichtheid was toen 126,6 inwoners per km².

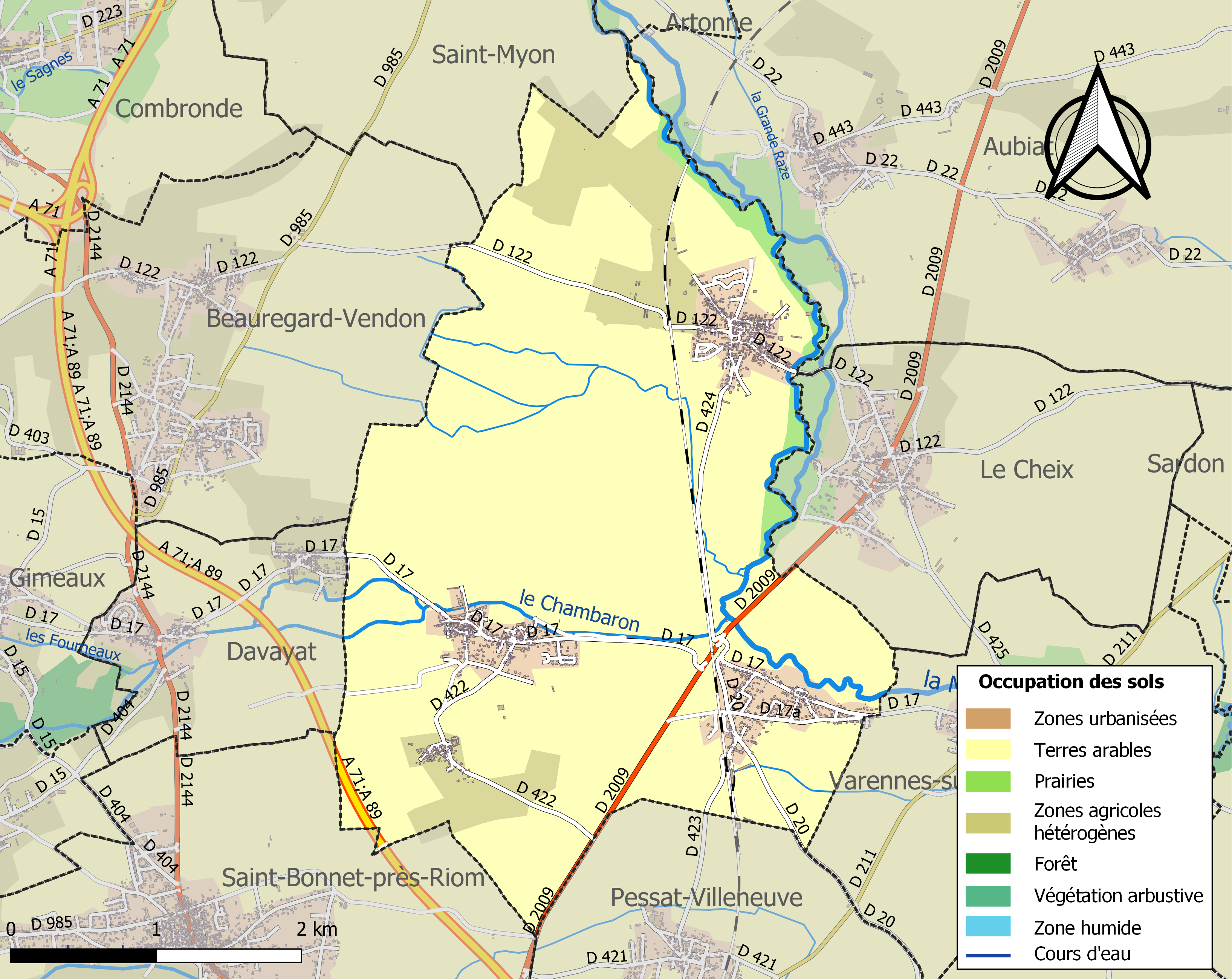
Kaart van de gemeente met belangrijkste infrastructuur, bodemgebruik en omliggende gemeenten